# ميشيل رينالدي (متسابق دراجات نارية)
ميشيل رينالدي (بالإيطالية: Michele Rinaldi)‏ هو متسابق دراجات نارية إيطالي، ولد في 9 مارس 1959 في بارما في إيطاليا.